# Damir Milačić
Damir Milačić (Slavonski Brod, 25. veljače 1975.), hrvatski košarkaški trener i bivši košarkaš.

## Trenerska karijera
Svoju trenersku karijeru Damir Milačić započeo je kao izbornik hrvatske košarkaške reprezentacije do 20 godina u 2012. godini. 
2015. godine postao je glavni trener KK Alkar. Alkar je doveo do nemogućega u prvenstvu A-1 Lige. Ostvario je s Alkarom i Ligu za prvaka sezone 2014./15. 
Milačić potom odlazi u šibenski Jolly u kojem je bio dva mjeseca. 
2015./16. sezona započela je loše za Milačićev Alkar nakon što se vratio u Sinj. Nakupilo se mnogo poraza pa je u travnju 2016. Milačić i smijenjen na klupi Alkara. Naslijedio ga je Mladen Vušković. 
Nije dugo Milačiću trebalo da traži angažman, vratio se u – Alkar. S Alkarom je dobro i solidno započeo sezonu 2016./17. 